# Kanard
Kanard (od francuske riječi za patku) u zrakoplovstvu predstavlja konfiguraciju aviona kod koje je vodoravni stabilizator umjesto na repu smješten na nosu zrakoplova. 
Kanardi se na zrakoplovima mogu pojaviti u dvije kategorije; kao upravljačke površine kojima se upravlja propinjanjem zrakoplova, te kao noseće površine koje stvaraju uzgon zajedno s krilom koje se nalazi iza njega.
Prvi zrakoplov braće Wright Flyer I bio je kanard-konfiguracije, a ova se konfiguracija vrlo često može vidjeti na suvremenim lovačkim avionima kao što su Eurofighter Typhoon, Dassault Rafale te Saab 39 Gripen.